# 恐龍法官
恐龍法官為台灣社會產生的名詞，起源於2010年8月5日，最高法院刑事庭庭長邵燕玲，因裁奪一起女童性侵上訴案，以不違反女童意願為由將案件發回更審，引起社會各界議論，此一事件更後續導致2010年的白玫瑰運動。新聞媒體創造出此名稱隱喻，主要解釋為法官的思想老舊，好似遠古時代的恐龍。另一說法為法官權力大，但審判的結果如同力大但行動遲緩的恐龍。兩種說法背後的意義，都指向社會對法官能力的質疑以及信心的動搖。

## 影响
2010年美國國務院在所公佈的年度人權報告中具體陳述了法官一再在性侵兒童案上做出不當判決，並引發白玫瑰運動一事，並以此批評台灣在婦幼人權方面保障不足的情況。
監察院長王建煊曾以曾文欽隨機殺人事件，批評一些法官判案缺乏同理心。
由於大眾對於犯罪行為的刑罰有其「罪責必須與刑罰相等」的普同應報觀（參見應報理論），倘若法官在判决上無法契合社會普遍期待，承審社會矚目案件的法官可能被巨大的輿論壓力影響其判決的公正性。「恐龍法官」和「恐龍判決」等名詞的广泛使用也导致一般民眾更常聚焦且更易輕率地對不符期待的判決結果作出這樣的負向歸類，有时甚至把相互間無關聯的判決結果關聯到整個司法體系。
由於社會觀感變遷快速且無標準可循，部分輿論认为對法官是否適任的評薦機制并不足以解决所有问题。面對更易取得的資訊，依賴法官自由心證補足法律不足已經不再可行。减少恐龍判決的方法可能在于明确出如何量刑才能恰如其分、滿足多數人的期待。近來已逐漸有探討的聲音，希望能找到可供司法人員遵循的共識。
2016年7月，最高法院經全體法官決議，重大矚目案件新聞稿，將一律標示承審法官姓名。
2020年7月立法院三讀通過的《國民法官法》，預計自2023年1月1日施行，司法院表示，國民法官制度將重塑司法樣貌，促使刑事審判程序更加嚴謹周全。

## 相關
- 怪獸家長（比喻詞）
- 陪审制
- 司法迫害
- 一事不再理
- 比例原則
- 罪刑法定原則
- 无罪推定原则
- 司法精神医学
- 法律意識（Legal consciousness）
- 法律關注度（Legal awareness）
- 法律文化（Legal culture）
- 法盲

## 文內注釋
1. ↑  . 法源法律網. 2010-11-15. （原始内容存档于2022-12-09） （中文）.
2. ↑  . 鏡週刊專題. 2022-06-13. （原始内容存档于2022-06-16） （中文）.
3. ↑  自由時報美人權報告台灣恐龍法官不當判決 的存檔，存档日期2013-03-25.
4. ↑  .   [2013-11-01]. （原始内容存档于2016-03-04）.
5. ↑  .   [2013-05-08]. （原始内容存档于2018-01-17）.
6. ↑  .   [2013-05-08]. （原始内容存档于2013-11-03）.
7. ↑  .   [2013-05-08]. （原始内容存档于2016-03-04）.
8. ↑  .   [2016-08-19]. （原始内容存档于2019-05-16）.
9. ↑  . 全國法規資料庫. 2020-08-12. （原始内容存档于2022-11-03） （中文）.
10. ↑  . 關鍵評論. 2022-10-23. （原始内容存档于2022-06-16） （中文）.